# Oxytate forcipata
Oxytate forcipata är en spindelart som beskrevs av Zhang och Yin 1998. Oxytate forcipata ingår i släktet Oxytate och familjen krabbspindlar. Inga underarter finns listade i Catalogue of Life.